# Arthrocnodax coprae
Arthrocnodax coprae är en tvåvingeart som beskrevs av Ephraim Porter Felt 1919. Arthrocnodax coprae ingår i släktet Arthrocnodax och familjen gallmyggor.
Artens utbredningsområde är Filippinerna. Inga underarter finns listade i Catalogue of Life.